# Kap Garry
Kap Garry ist das Kap, welches den südwestlichen Ausläufer von Low Island im Archipel der Südlichen Shetlandinseln bildet. 
Der britische Seefahrer Henry Foster kartierte und benannte das Kap bei seiner von 1828 bis 1831 dauernden Antarktisfahrt mit der HMS Chanticleer. Namensgeber ist Nicholas Garry (1782–1856), stellvertretender Gouverneur der Hudson’s Bay Company. Eine genauere Kartierung nahm der Falkland Islands Dependencies Survey 1959 anhand von Luftaufnahmen der Falkland Islands and Dependencies Aerial Survey Expedition (1955–1957) vor.